# Casa al carrer Abat Deàs (Sant Pol de Mar)
La Casa al carrer Abat Deàs és un edifici de Sant Pol de Mar (Maresme) inclòs a l'Inventari del Patrimoni Arquitectònic de Catalunya.

## Descripció
Es tracta d'una casa de planta quadrada, de planta baixa i un pis, i coberta a dues aigües. La façana principal és una de les laterals, on hi ha un portal d'arc de mig punt dovellat i un altre amb llinda recta, així com dues finestres rectangulars. Al pis superior hi ha dues finestres amb la llinda recta. Totes les obertures són de pedra granítica.
Encara que ha sofert una restauració que ha transformat en part el seu aire anterior, conserva els elements típics d'aquestes cases.